# Brána úsvitu
Brána úsvitu či Jitřní brána (litevsky: Aušros vartai) je městská brána v litevském hlavním městě Vilniusu. Jde o jednu z největších architektonických památek města, byla zbudována v renesančním stylu. Postavena byla mezi lety 1503 až 1522, jako součást městského opevnění. Její původní obranná funkce je stále patrná díky střílnám na vnější straně.
Má též význam náboženský. Je katolickým poutním místem – v roce 1671 v ní karmelitáni vybudovali kapli  Panny Marie, ve které se nachází ikona Panny Marie, jíž se připisuje zázračná moc uzdravovat a jež je ctěná též silně nejen mezi Litevci, ale i v místní polské diaspoře. 
Brána úsvitu je poslední zachovanou vilniuskou městskou branou, ostatní byly strženy na konci 18. století spolu s městskými hradbami. Brána Aušros vartu se nachází na stejnojmenné ulici v historickém centru města. 

## Galerie

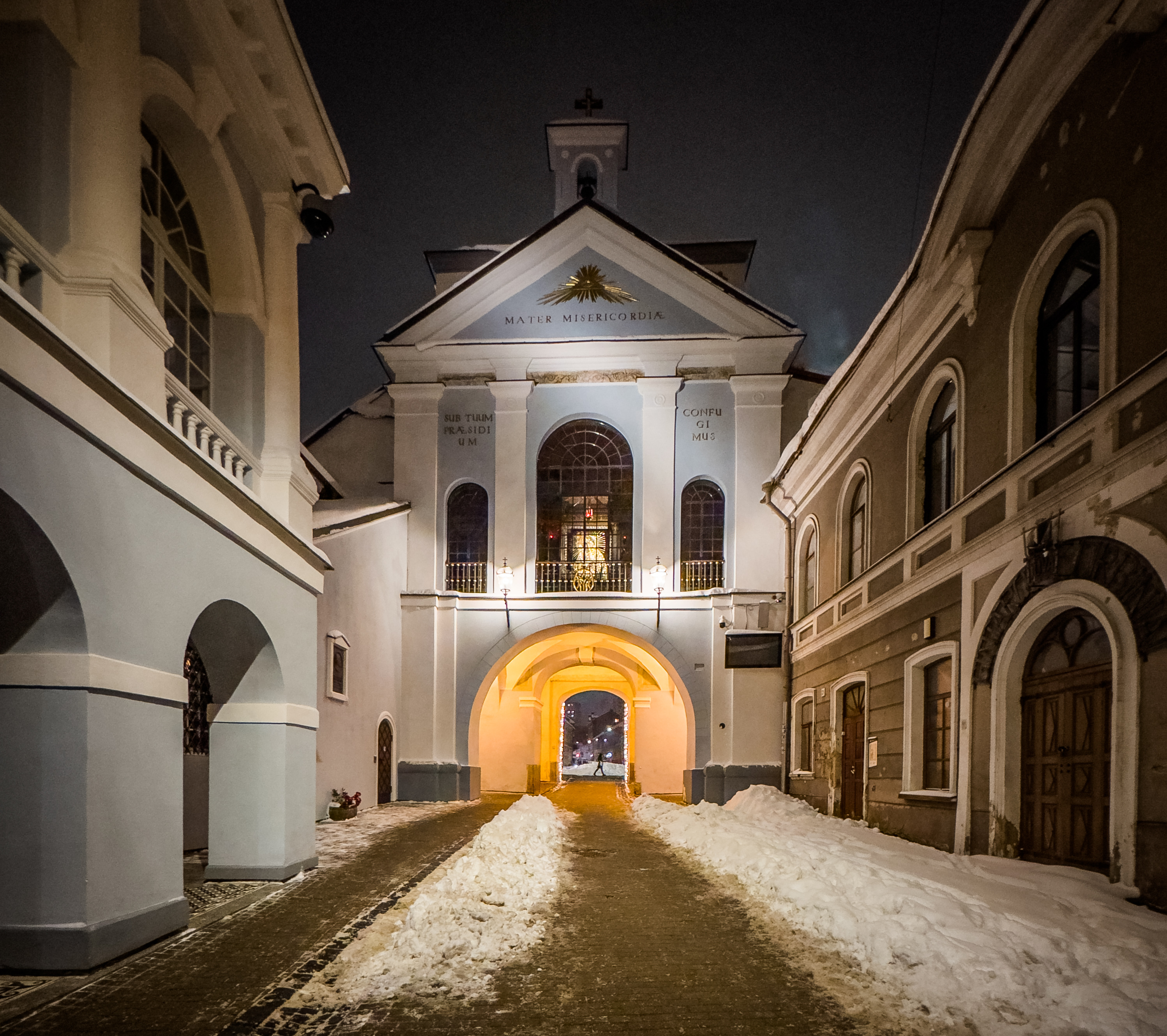
Vnitřní strana v noci
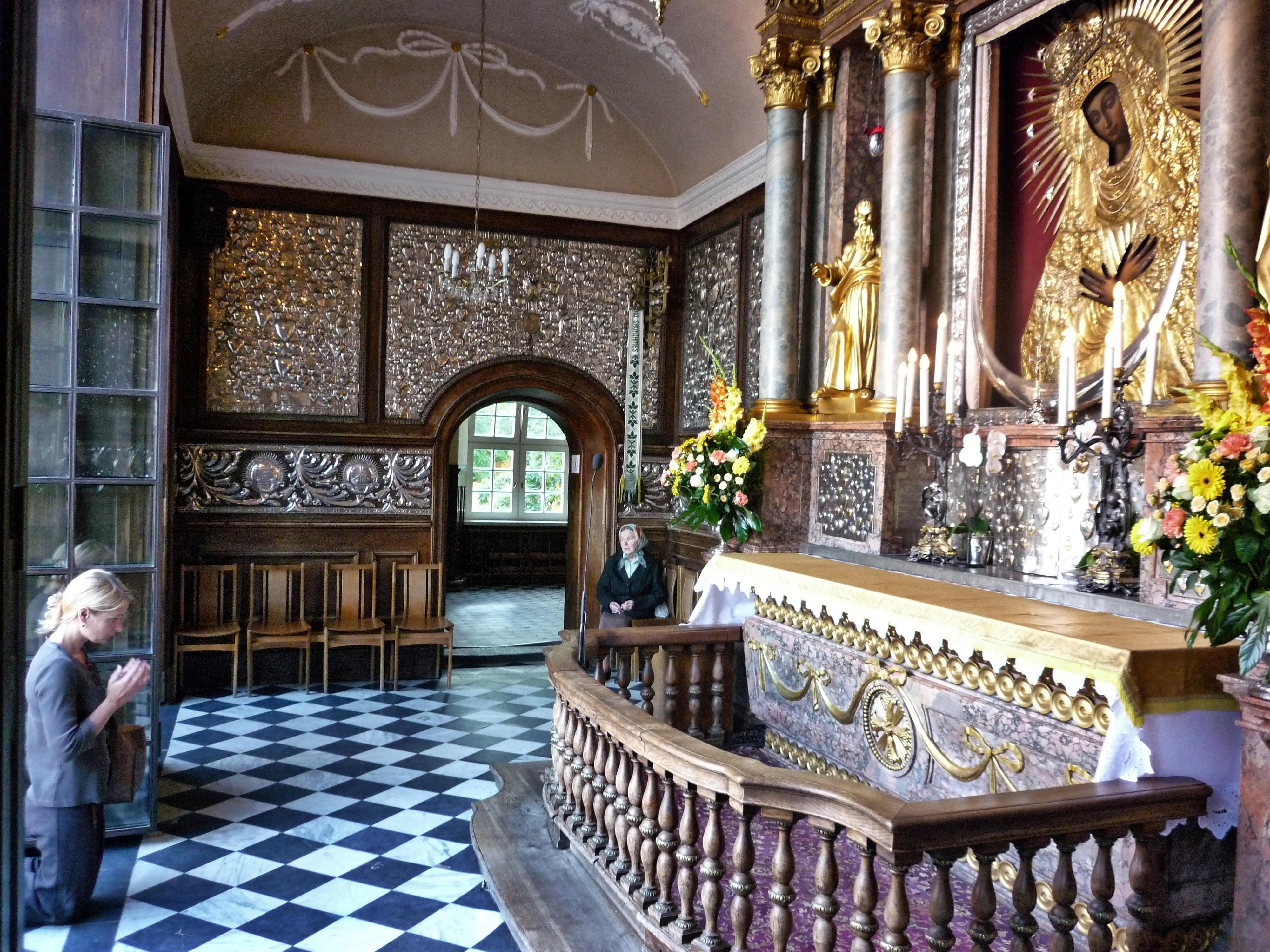
Kaple s ikonou
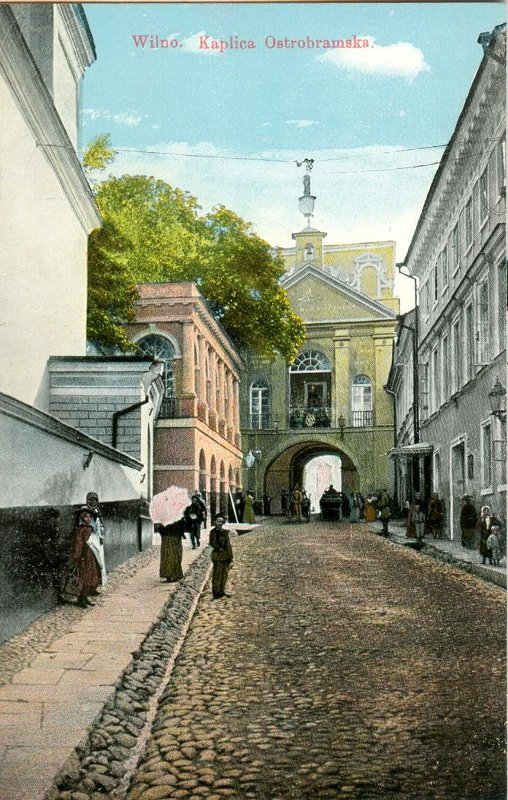
Pohlednice ze začátku 20. století
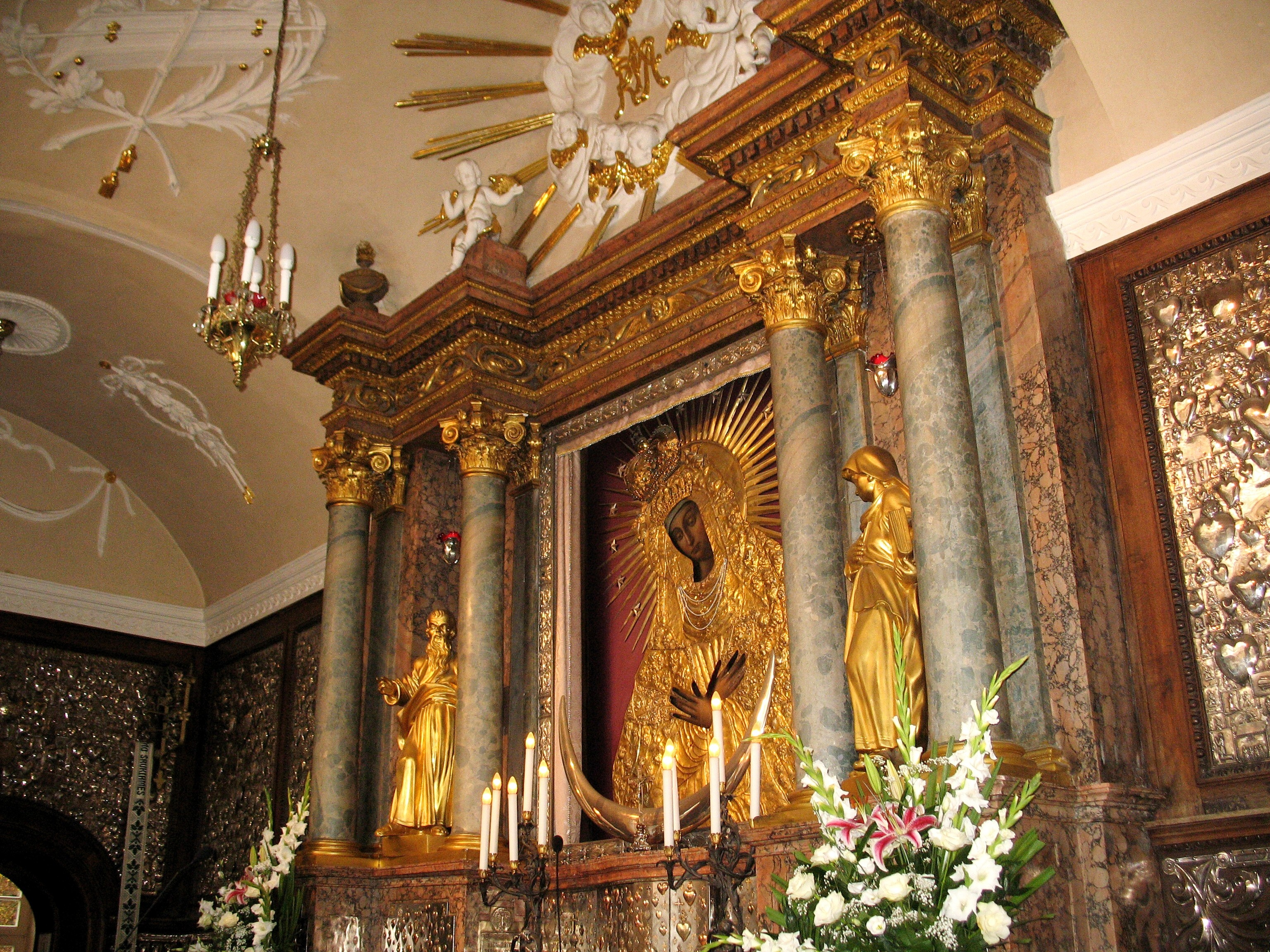
Oltář s obrazem Panny Marie